# 石抹氏
石抹氏即辽朝灭亡后、金朝时，契丹萧姓改称石抹氏，奚族人亦有石抹氏:33。元朝时，对“石抹”的具体含义有不同解释。
明末，野人女真的舒穆禄氏即石抹氏。

## 历史
辽朝契丹人的汉姓以耶律姓和萧姓最为常见。契丹萧姓本是述律、拔里、乙室已、迭剌等不同契丹氏族共同使用的汉姓。金朝灭亡辽朝后，占有其土地、人民。耶律姓改称“移剌”，萧姓改称“石抹”。
明朝初年编撰的《元史》中，有同一契丹人的姓氏分别写为“耶律”或“移剌”，“萧”或“石抹”的现象。又或以不同的人和家族的姓氏出现的同时，还作为同一个人姓氏的不同的书写形式出现。《元史》中，萧姓契丹人较少，多数为元朝萧姓官吏和将领。石抹姓契丹人均为元朝官吏、将领和其亲属:134—135。石抹姓的人物除源于契丹萧姓外，亦有奚族人。元代的石抹也先和石抹扎刺儿家族是最后两个可考的奚族人家族:33。
《辽史·国语解》记，“有言以漢字書者曰耶律、蕭，以契丹字書者曰移剌、石抹，則亦無可考矣。”《金史·金國語解·姓氏》记，“石抹曰蕭”、“移剌曰劉”。元朝陈旅《安雅堂集·述律复旧氏序》记，“昔契丹之氏，耶律、述（律）者皆其国之贵族也，契丹与金世仇，及金灭辽遂改耶律为曳剌，述律为石抹。曳剌谓前马之卒也，石抹谓臧获也。”臧获即古汉语对奴婢的贱称。或说，移剌、曳剌出自契丹語，是最低等的吏。
中国学者据《辽史》和《安雅堂集》，对“石抹”的含义做出两种解释，一、“耶律”、“移剌”，“萧”、“石抹”为不同时期的汉字译写，“移剌”和“石抹”更接近契丹語读音，“耶律”、“萧”为辽代译音，更接近汉语读音。下级官员称呼耶律姓的上司时，使用更接近契丹语的“移剌”，表示亲密:136—137；二、金代统治者强迫契丹人改姓，“石抹”即奴婢，是一个侮辱性质的姓氏:77。
《金史》所记移剌贞、移剌辨才、移剌善才等人，出土墓誌銘都写为耶律氏，故认为契丹人私下不认可改姓。